# Boris Živković
Boris Živković (født 15. november 1975 i Živinice, Jugoslavien) er en kroatisk tidligere fodboldspiller (forsvarer).
Živković spillede 39 kampe og scorede to mål for Kroatiens landshold i perioden 1999-2007. Han var med i den kroatiske trup til både VM 2002 i Sydkorea/Japan og EM 2004 i Portugal.
På klubplan repræsenterede Živković blandt andet tyske Bayer Leverkusen og VfB Stuttgart, engelske Portsmouth og Hajduk Split i hjemlandet.